# Gabriel Arvesen Linde
Gabriel Arvesen Linde (ur. 1715 w Wilster, zm. 1791 w Kopenhadze) był duńskim politykiem.
Pracował jako urzędnik skarbowy (kasserer) a potem jako radca tzw. Konferencji - ówczesnego duńskiego rządu (konferensråd). Jego ojcem był radca Arved Christian Linde (1683-1762).